# Parc animalier de Ziniaré
Sanctuaire animalier de Ziniaré
Le parc animalier de Ziniaré, également connu sous le nom de Sanctuaire animalier de Ziniaré, est un parc zoologique situé à Ziniaré, à environ trente kilomètres de Ouagadougou, la capitale du Burkina Faso. Créé en 1994, ce parc a connu des périodes de déclin avant d'être réhabilité en 2021 par l'Association pour la protection de la faune et de la flore. Il abrite une diversité d'animaux en semi-liberté et constitue un site touristique important pour la région.

## Histoire
Le parc animalier de Ziniaré a été inauguré en 1994 sous l'impulsion de l'ancien président burkinabé Blaise Compaoré, originaire de la région. À son apogée, le parc attirait des milliers de visiteurs, tant locaux qu'étrangers, grâce à sa collection d'animaux sauvages, incluant des lions, des éléphants, des zèbres, des hippopotames et des oiseaux.
Cependant, après la chute de Blaise Compaoré en 2014, le parc a été laissé à l'abandon,. Les animaux ont souffert d'un manque de soins et de nourriture, entraînant la mort de nombreuses espèces, dont les éléphants, les girafes et les buffles. En 2021, l'Association pour la protection de la faune et de la flore a repris la gestion du parc, le renommant « Sanctuaire animalier de Ziniaré » pour souligner sa mission de refuge et de conservation,,.

## Description
Le parc s'étend sur une superficie de 55 000 hectares et abrite une variété d'animaux, bien que certaines espèces aient disparu au fil des années. Parmi les animaux encore présents, on trouve des lionnes, des autruches, des hippopotames, des tortues, une hyène rayée et des singes. Le parc dispose également d'un espace de divertissement pour les enfants et d'un restaurant pour les visiteurs.

### Espèces présentes

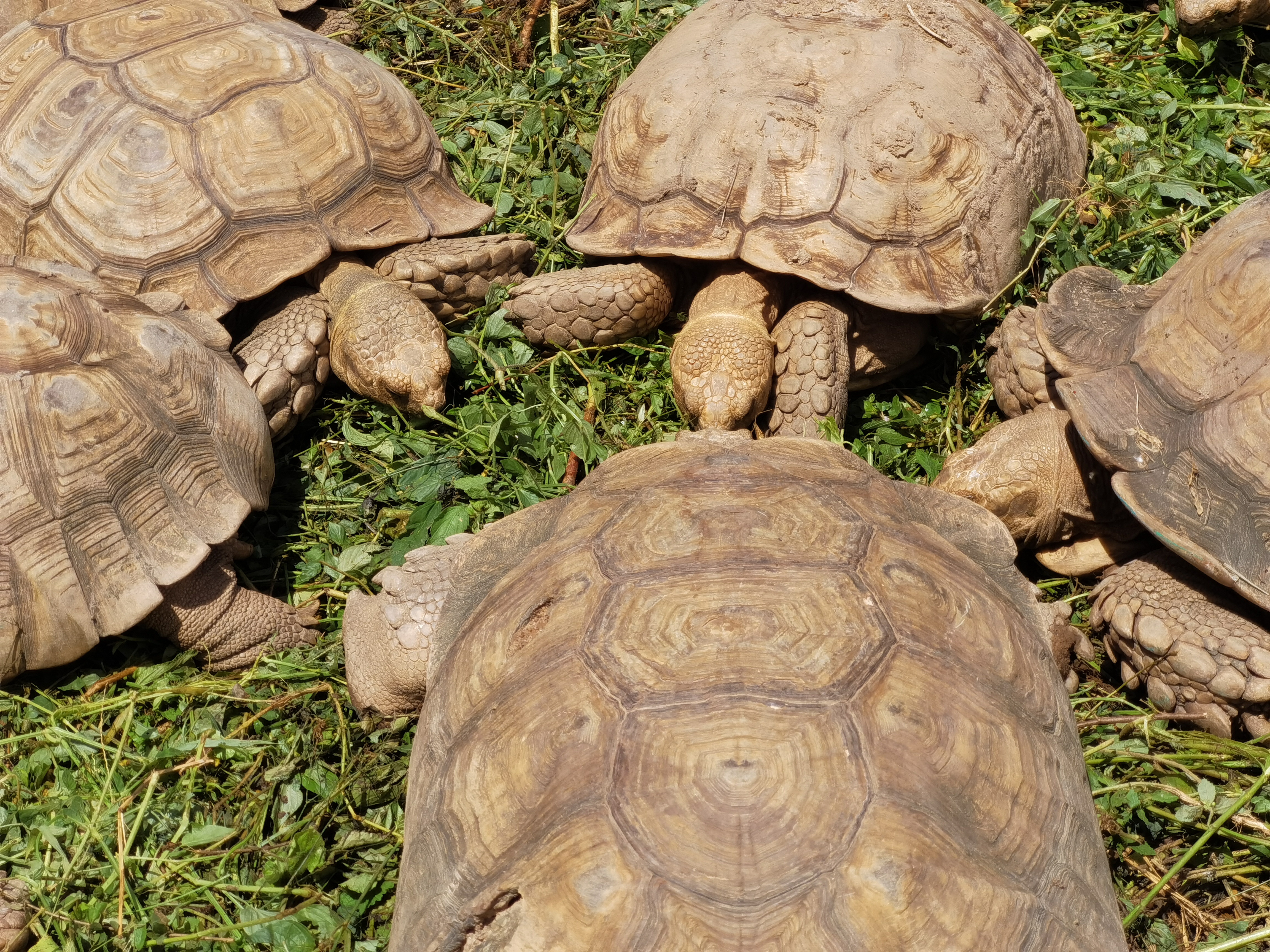
Des tortues
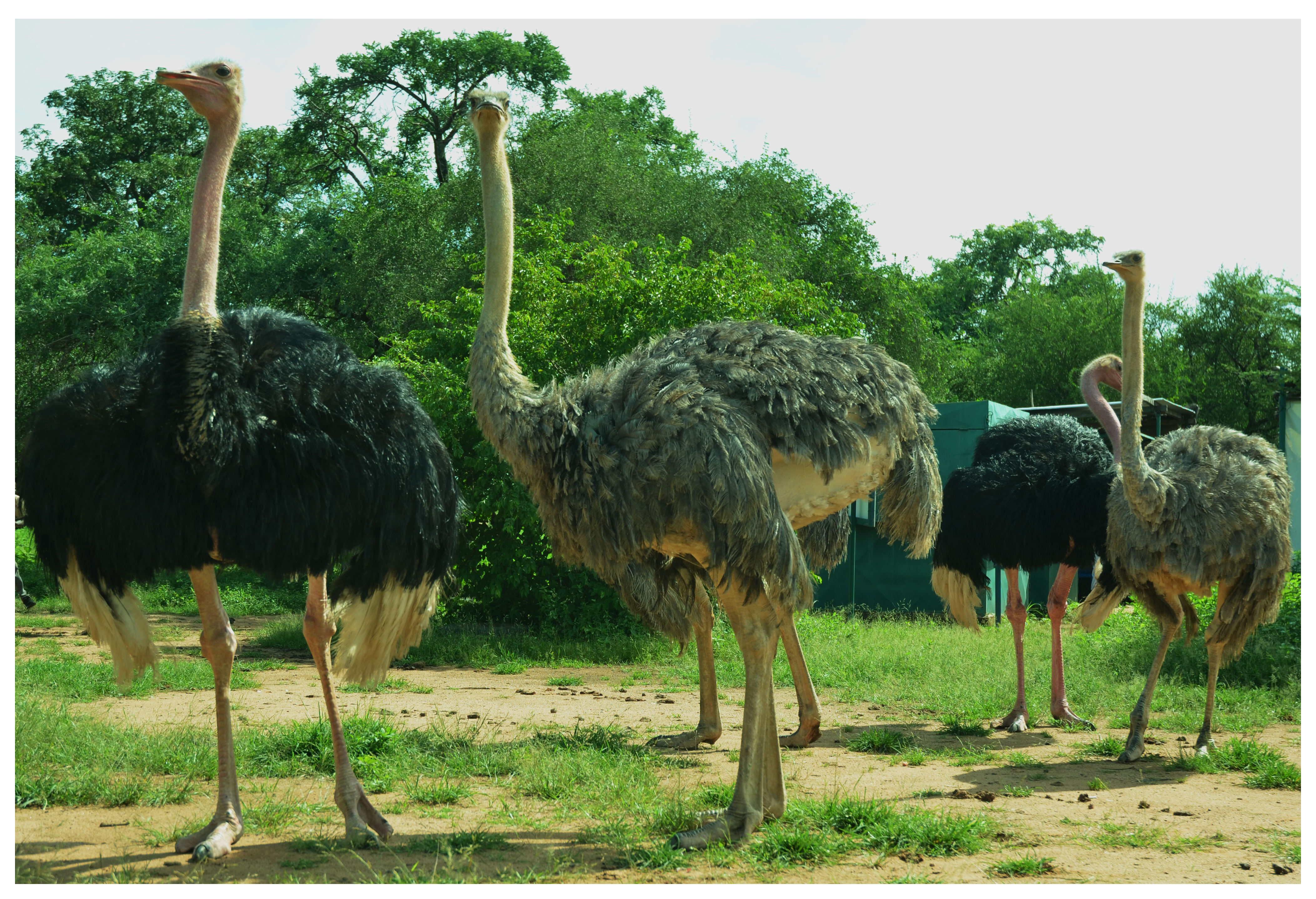
Une famille d'autruches
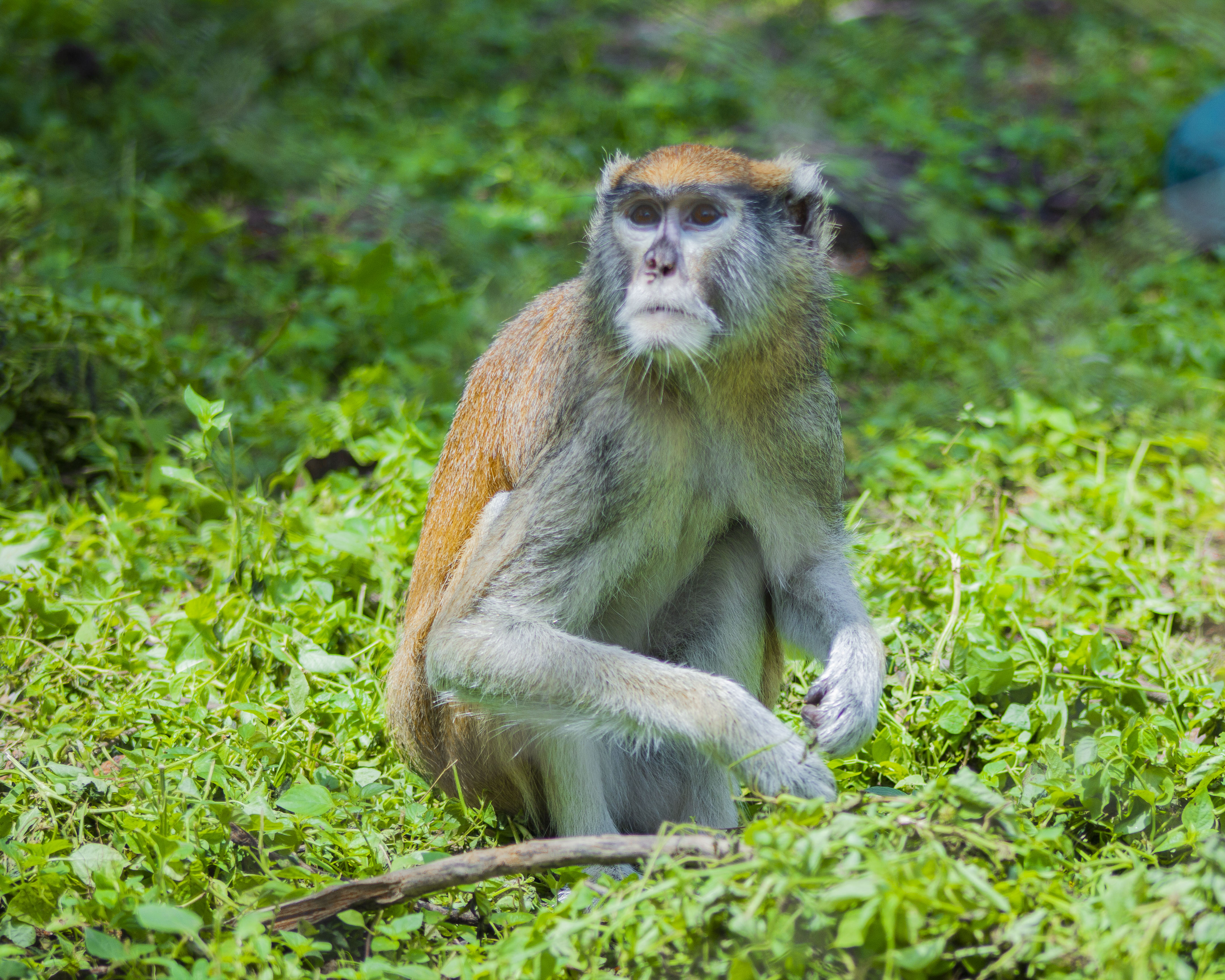
Un singe
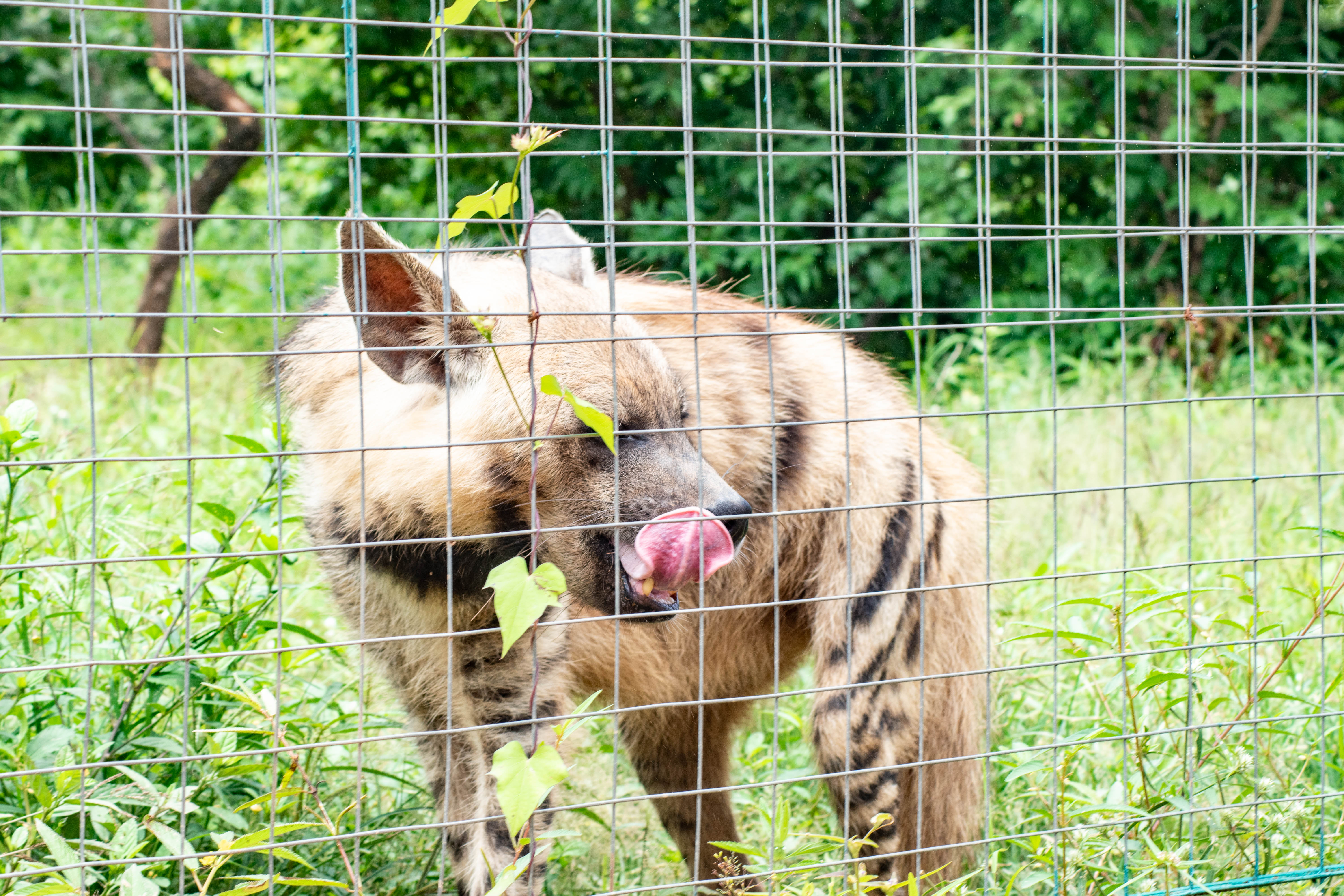
Hyène rayée
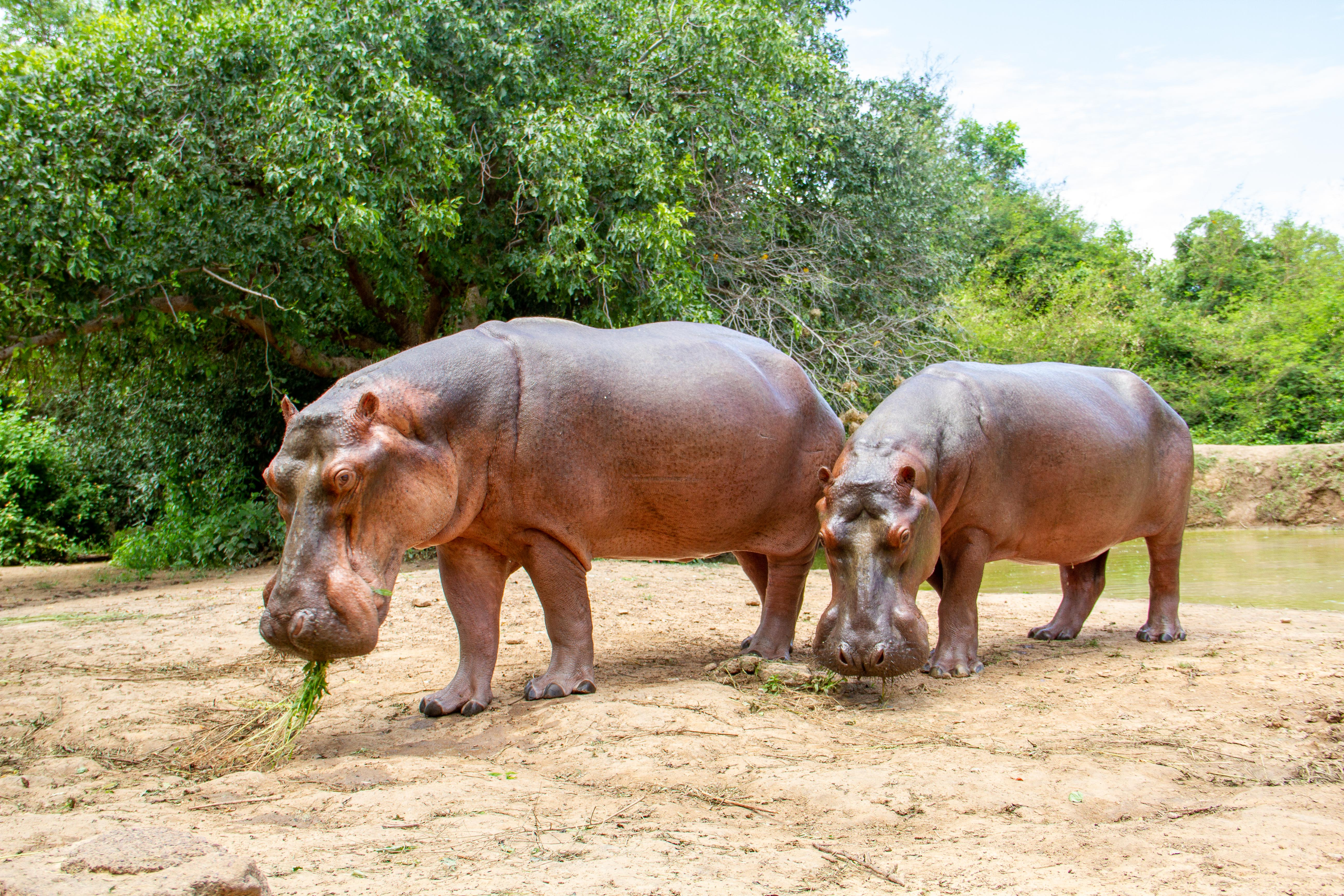
Hippopotames
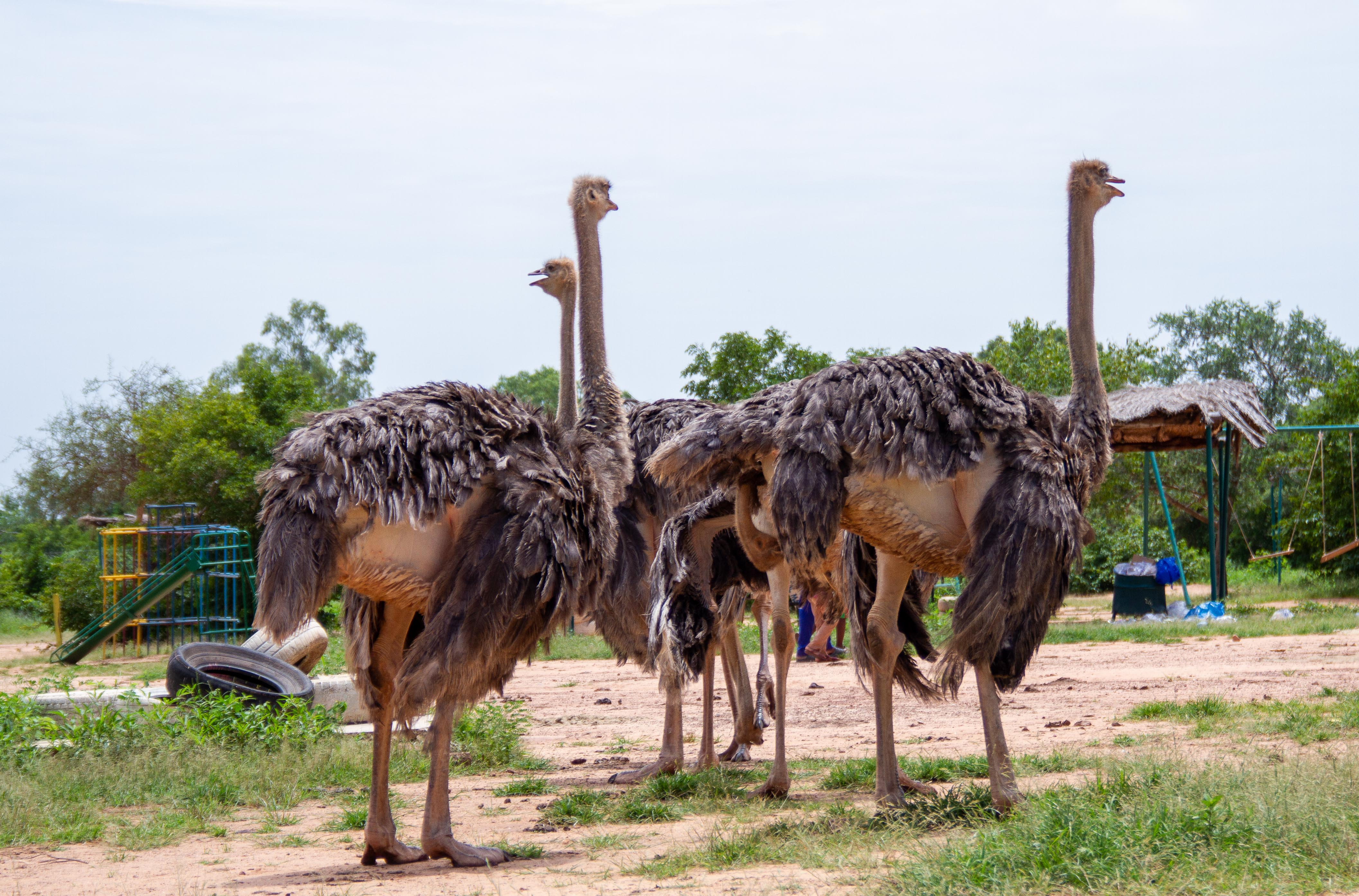
Autruches
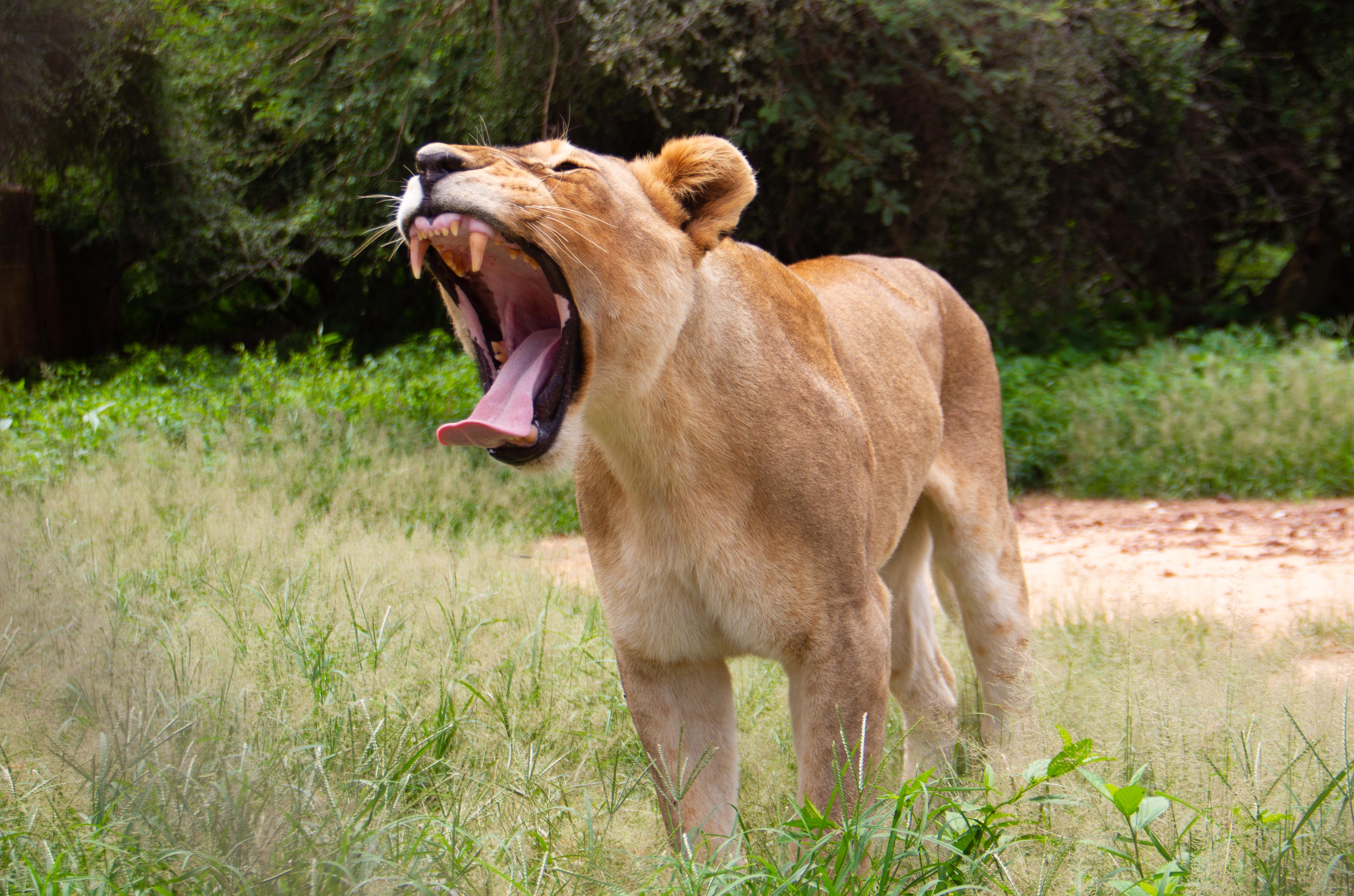
Lionne

## Gestion et fréquentation
Depuis sa réouverture en 2021, le parc est géré par l'Association pour la protection de la faune et de la flore. L'accès au parc est payant, avec des tarifs variant selon l'âge et la nationalité des visiteurs : 500 Francs CFA pour les enfants, 1 500 Francs CFA pour les nationaux et 2 000 Francs CFA pour les étrangers. La fréquentation du parc reste variable, avec des pics le week-end pouvant atteindre 50 à 200 visiteurs par jour. Les jours ouvrables, le parc peut rester presque vide.

## Défis et conservation
Le parc a longtemps souffert d'un manque de ressources financières et de moyens pour assurer le bien-être des animaux. De nombreuses espèces ont disparu, et celles qui restent nécessitent des soins constants. L'Association pour la protection de la faune et de la flore travaille à améliorer les conditions de vie des animaux et à relancer l'attractivité du parc.